# Tilman-Riemenschneider-Gymnasium
Das Tilman-Riemenschneider-Gymnasium in Osterode am Harz ist eine englisch-bilingual fördernde Schule, die nach dem Künstler, Bürgermeister und Freiheitskämpfer Tilman Riemenschneider (1460–1531) benannt wurde. Das Gymnasium wurde im Jahr 1420 gegründet. Seit 2017 hat es den Statuts einer mitwirkenden UNESCO-Projektschule.

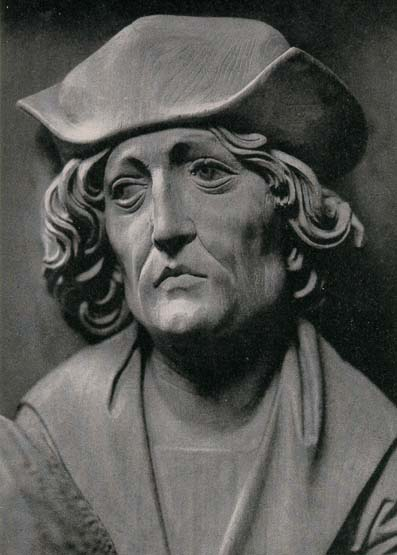
Tilman Riemenschneider
Mutmaßliches Selbstporträt, Detail vom Creglinger Marien-Retabel

## Schulname
Die ersten Jahrhunderte seit ihrem Bestehen führte die Schule keinen individuellen Namen. Erst am 25. August 2005 wurde dem Gymnasium vom Schulträger, dem Landkreis Osterode am Harz, der Name Tilman-Riemenschneider-Gymnasium gegeben, nachdem sich die Schulgremien auf einen gemeinsamen Vorschlag geeinigt hatten.
Der Namensgeber Tilman Riemenschneider war ein deutscher Bildschnitzer und Bildhauer sowie Bürgermeister und Freiheitskämpfer. Er zählt zu den bedeutendsten Künstlern am Übergang von der Spätgotik zur Renaissance um 1500. Er verbrachte einen Teil seiner Jugend und damit auch seine Schulzeit in Osterode. Ein Besuch der Lateinschule ist hingegen nicht belegt.
Die Vorlage für das Schullogo ist eine Federzeichnung Tilman Riemenschneiders, die vom Studienrat Karl Grönig angefertigt wurde. Grönig hatte sich bereits 1931 für eine Umbenennung der Schule in Tilman-Riemenschneider-Gymnasium engagiert.

## Schulgeschichte

### Erste Erwähnungen einer Schule
Am 2. November 1287 wurde in einer Urkunde des Klosters Wiebrechtshausen bei Northeim das erste Mal das Bestehen einer Schule in Osterode erwähnt. Ein Jahrhundert später wurde die Schule wieder erwähnt.

### Städtische Patronatsschule
Am 6. Februar 1420 übertrugen die Herzöge Friedrich von Grubenhagen (1350–1421), dessen Sohn Otto von Grubenhagen (1396–1452) sowie Friedrichs Neffe Erich I., Herzog von Braunschweig-Grubenhagen (1383–1427) in einem Privileg das Patronat über die Schule an den Rat der Stadt Osterode. Zu diesem Zeitpunkt waren nur zwei Lehrer an der Schule tätig: ein Rektor und ein Kantor. Das zugehörige Pergament mit den Siegeln der drei Herzöge befindet sich im Stadtarchiv Osterode am Harz.

### Nach der Reformation
Mit Johannes Sindram bekam die Schule den ersten Rektor nach der Reformation, 1578 erhielt die Lateinschule ihre erste Schulordnung, in der die Einsetzung von zwei Ratsherren als Schulaufsichtsherren sowie eines Geistlichen dokumentiert ist, und im Jahr 1596 einen ersten „Infimus“ (lat. unterster Lehrer im Rang), der den Küsterdienst übernahm. Im Jahr 1634 wurden jeweils der erste Schreib- und Rechenlehrer eingestellt. Johann Georg Friedrich Renner führte 1833 in seinen Historisch-topographisch-statistische Nachrichten und Notizen von der Stadt Osterode am Harze aus, dass die Schaffung von insgesamt drei Lehrstellen während des Dreißigjährigen Krieges „ein Beweis [sei,] daß das Schulwesen damals hier für eine hochwichtige Angelegenheit gehalten wurde“.
Auch der Historiker Johann Christoph Gatterer betonte den guten Ruf, den die Schule im 17. Jahrhundert genoss und nannte sie „eine der besten Schulen des Landes“. Im Vergleich zu Schulen in Göttingen unterhielt die Lateinschule weitreichende Beziehungen. So wurde sie von Schülern aus Sachsen, Pommern und dem Braunschweiger Land besucht. Für Schüler aus Osterode war der Schulbesuch abgesehen von Prüfungsgebühren, Mieten und Lebensunterhalt kostenfrei, auswärtige Schüler mussten hingegen Schulgeld zahlen.

### Progymnasium und Realgymnasium
Infolge der königlichen Verordnung zur Einführung der Maturitätsprüfung vom 11. September 1829 verlor die Lateinschule den Status der „gelehrten Schule“, also des Gymnasiums. Am 29. März 1870 wurde die Schule, nunmehr ein Progymnasium, als Realgymnasium anerkannt.

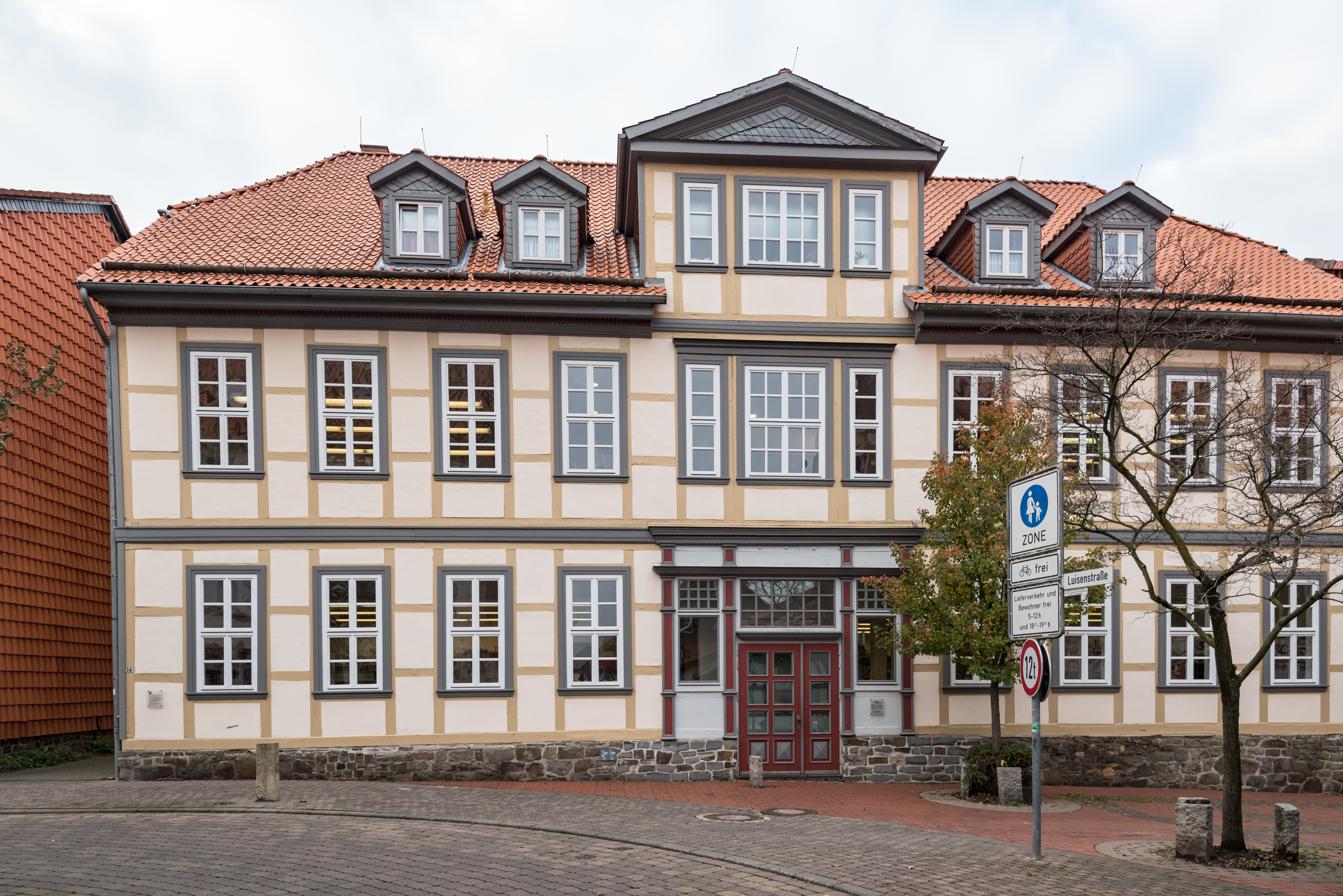
Ehemalige Luisenschule in der Scheffelstraße

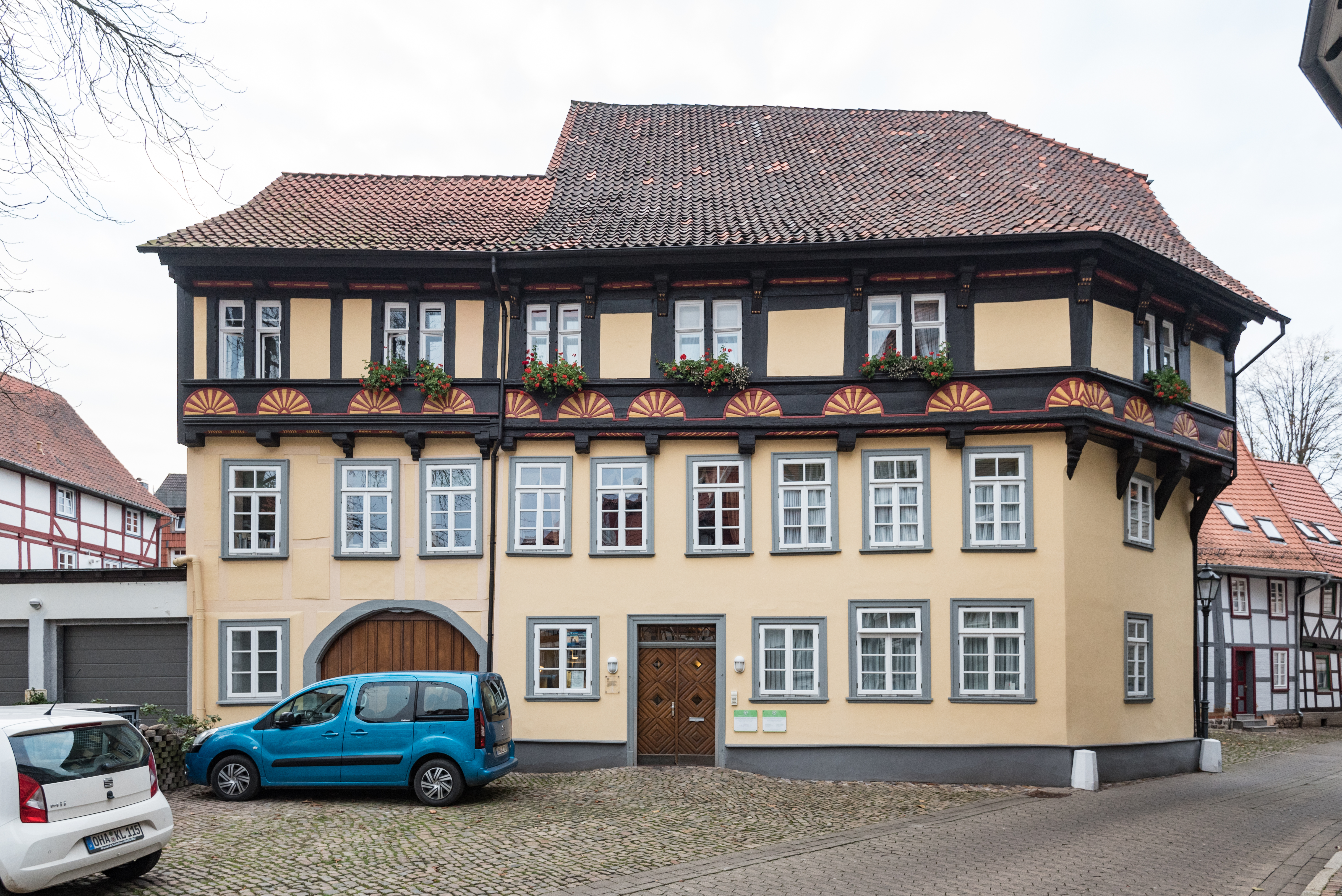
Ehemalige Lateinschule, Kommandantenhaus Aegidienstraße 1

### Lyzeum
1832 wurde die Private Höhere Töchterschule, aus der später das Luisen-Lyzeum wurde, begründet und in einem Haus in der Waagestraße untergebracht. 1864 wurde diese Einrichtung in einem erweiterten Umfang im „Schul-Local“ im Haus des Kornhändlers Karstedt jun. an der Scheffelstraße fortgeführt. 1920 wurde die Private Höhere Töchterschule, Luisen-Schule, als Städtische Höhere Töchterschule in städtischen Besitz übernommen. 1930 konnten Mädchen dort erstmals ihre Reifeprüfung ablegen.

### Zusammenschluss der beiden Schulen
1923 wurde das Realgymnasium in ein Reform-Realgymnasium umgewandelt und 1931 erfolgte eine erste Vereinigung des Reform-Realgymnasiums mit dem ortsansässigen Luisen-Lyzeum. Sieben Jahre später wurden beide Einrichtungen wieder getrennt, behielten jedoch eine einheitliche Leitung.
Schließlich wurden beide Schulen 1951 zusammengefasst – diesmal unter der Bezeichnung Städtische Oberschule Osterode/Harz. Die Eröffnung der neuen Oberschule in Herzberg am Harz 1955 wirkte sich stark auf die Schülerzahl aus: Waren 1954 noch 991 Schüler an der Osteroder Oberschule, besuchten 1958 nur noch 617 Schüler die Schule, die nun den Namen Gymnasium Osterode trug.

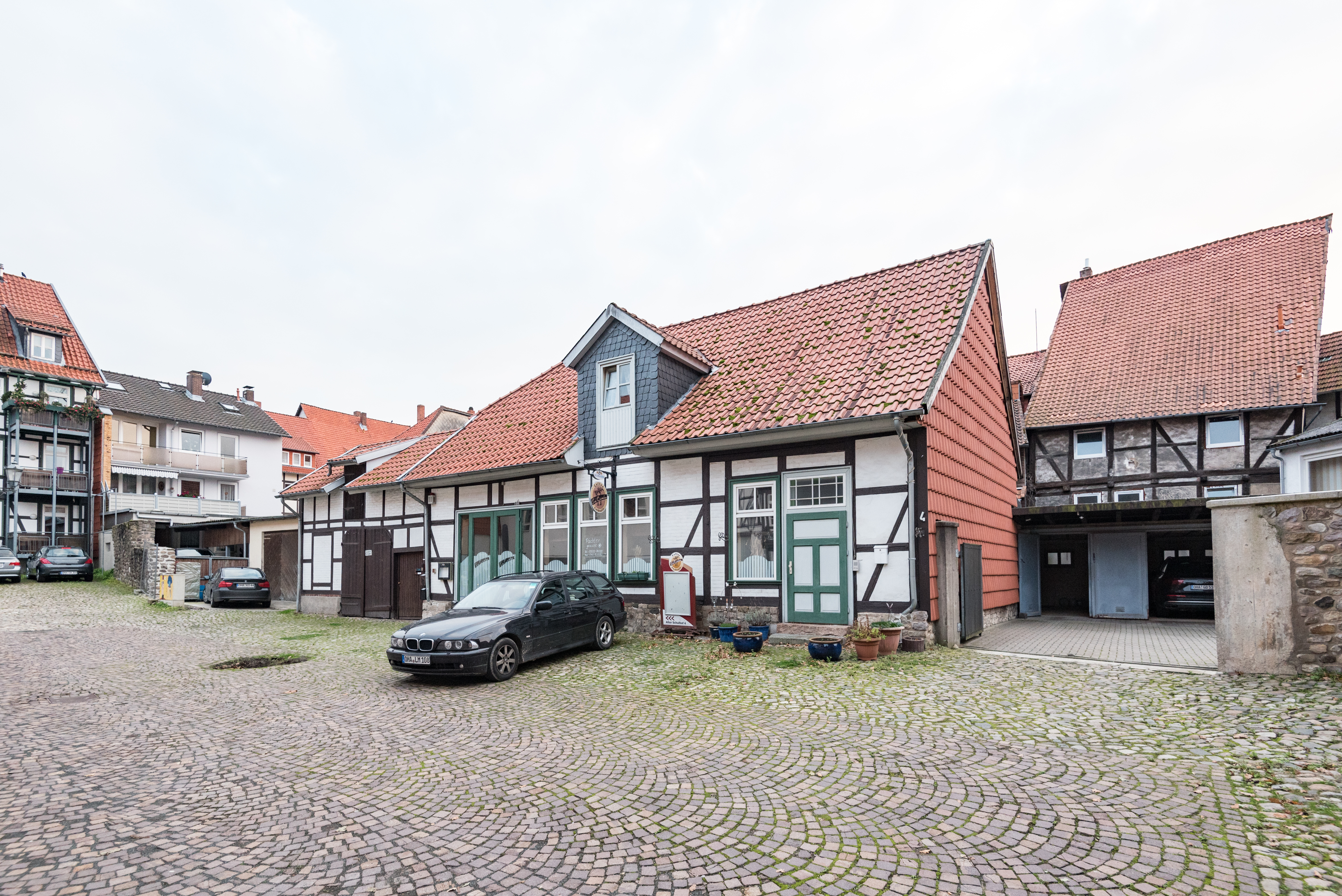
Alter Schulhof, wo sich der „Heistermannsche Hof“ befand

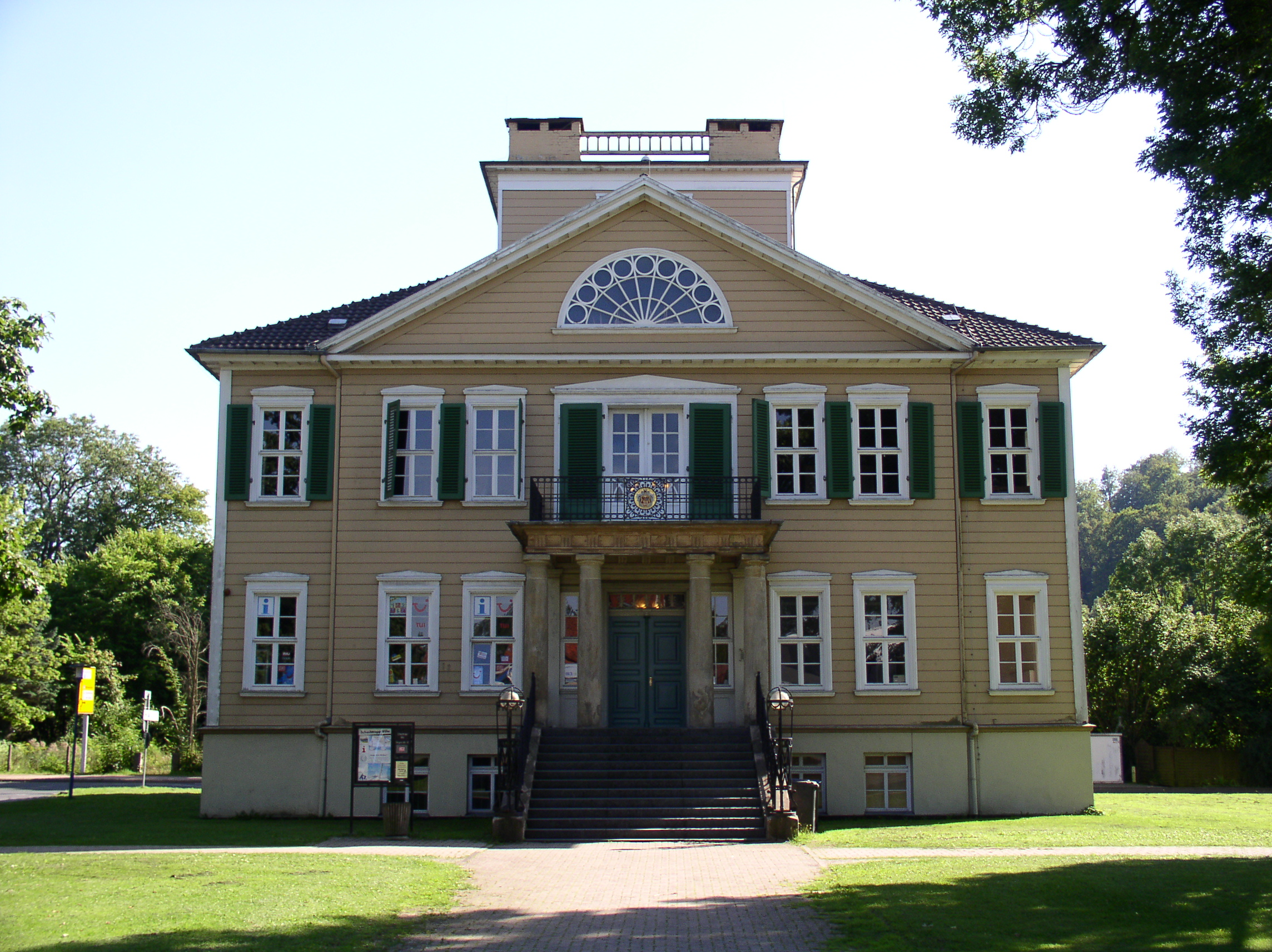
Schachtrupp-Villa, das fünfte Gebäude der Schulgeschichte

## Schulgebäude
Die Schule befand sich im 16. Jahrhundert in einem der Pfarrhäuser hinter der Aegidien-Kirche, das daher das zweite Schulgebäude sein dürfte. Das Pfarrhaus brannte am 1. September 1545 ab und wurde erst 1552 wieder neu errichtet. Im Jahr 1619 wurde die Schule in das Kommandantenhaus (Aegidienstraße 1) verlegt, das damit das dritte Schulhaus in der Geschichte der Schule wurde. 72 Jahre später wechselte sie wieder ihren Platz und zog in ihre vierte Unterkunft, den „Heistermannschen Hof“ am Alten Schulhof nahe der Marktkirche, welcher 1887 abgebrannt ist.
Bereits 1867 war das damalige Progymnasium nach 176 Jahren, die es im „Heistermannschen Hof“ untergebracht war, in die Villa Schachtrupp auf dem Lindenberg verlegt worden. Die klassizistische Villa war 1819 vom Fabrikanten Johann Friedrich Schachtrupp begonnen und nach dessen Tod von seinem Sohn Johann Georg Wilhelm Schachtrupp fertiggestellt worden. Das nach dem Zweiten Weltkrieg stark sanierungsbedürftige Schulgebäude konnte erst 1948 wieder voll genutzt werden. 1956 wurden Pläne für einen Schulneubau vorgelegt, ein Jahr später begann bereits der Unterricht im fertigen ersten Bauabschnitt des Neubaus der naturwissenschaftlichen Abteilung. Am 7. Februar 1958 wurde schließlich der fertige Bauabschnitt eingeweiht. Der zweite Bauabschnitt wurde im November 1960 eingeweiht und bezogen. Seit 1964 ist der gesamte Neubau fertiggestellt. Das Gymnasium erhielt dadurch sein sechstes Schulgebäude. Dies ist das erste Gebäude in Osterode, das eigens für den Schulzweck als Gymnasium errichtet wurde.

## Allgemeines
Ab dem 6. Jahrgang stehen als zweite Fremdsprache die Fächer Französisch, Spanisch und Latein zur Auswahl. Die Schule bietet neben den obligatorischen Unterrichtsfächern eine Hausaufgabenbetreuung unter dem Motto Fördern und Fordern, das Nachhilfeprogramm Schüler helfen Schülern, ein Orchester, einen Jugendchor und eine Schulband an. Es gibt Einrichtungen von Busscouts, Schulsanitätsdienst, Streitschlichtern sowie eine Schülerzeitung. Seit 2005 verfügt die Schule über eine Mensa.
Unter dem Namen (Die) Kaffeemühle erschien von Ende der 1950er Jahre bis mindestens 1967 ebenfalls eine Schülerzeitung, die namentlich an den Spitznamen der Schachtrupp-Villa angelehnt war.
Bei der Internationalen Mathematik-Olympiade in Japan im Jahr 2023 erreichte der Schüler Paul Jakob Schmidt mit 29 Punkten eine Silbermedaille.

## Besondere Angebote
Lions-Quest wird als Unterrichtsfach angeboten.
Die Schüler haben die Möglichkeit, eine Chorklasse zu besuchen. In der Woche wird zusätzlich vier Stunden Chorgesang trainiert, während der Musikunterricht daneben wie in den anderen Klassen des Jahrgangs stattfindet.
Die Schule bietet eine englisch-bilinguale Klasse ab Jahrgang 8 an, in der die Fächer Biologie, Sport, Erdkunde und Geschichte auf Englisch unterrichtet werden.
Das Gymnasium ist Autostadt-Partnerschule und hat in diesem Zusammenhang u. a. im Juni 2017 am Projekt „Save water: Global denken, interkulturell erfahren, lokal handeln“ teilgenommen.

## Partnerschulen
Die Schule unterhält Partnerschaften mit verschiedenen Schulen in Europa und Afrika.
Seit 1963 besteht eine Zusammenarbeit mit Schulen aus der Partnerstadt Armentières in Frankreich; zunächst mit dem Lycée Paul Hazard und dem Collège Jean Rostand, später mit dem Collège Desrousseaux. Seit 2012 ist das Lycée Valdiodio N’Diaye aus Kaolack im Senegal eine Partnerschule. Seit 2012 besteht zudem ein Austausch mit Colegio El Valle in Madrid. Eine weitere Partnerschule ist das Liceun Ogolnoksztalcace in der Partnerstadt Ostróda in Polen.
Seit dem Jahr 2014 ist das Gymnasium Mitglied der Initiative „Schulen: Partner der Zukunft“, einem weltweiten Netzwerk von Partnerschulen.

## UNESCO-Projektschule
Seit 2014/15 ist das Gymnasium eine UNESCO-Projektschule. Im November 2017 wurde ihm der Status „Mitarbeitende Schule“ verliehen.

## Persönlichkeiten

### Bekannte Schüler
- Georg Neumark (1621–1681), Dichter und Komponist[31][32]
- Heinrich Rudolph Brinkmann (1789–1878), Rechtswissenschaftler und Hochschullehrer[33]
- Friedrich Jorns (1837–1910), Kupferwerksinhaber und nationalliberaler Parlamentarier
- Karl Kumm (1874–1930), Missionar und Afrikaforscher
- Walter Wenghöfer (1877–1918), Dichter
- Olaf von Wrangel (1928–2009), Journalist und Politiker
- Paul-Friedrich Martins (1928–2015), evangelisch-lutherischer Geistlicher
- Dieter von Würzen (1930–2003), Verwaltungsjurist und Staatssekretär
- Thomas Trautner (1932–2023), Biologe und emeritierter Direktor des Max-Planck-Instituts für molekulare Genetik in Berlin[34]
- Axel Willig (1938–1998), Zoologe
- Jürgen C. Frölich (* 1939), Facharzt und Professor für Pharmakologie
- Heinrich Rothmann (* 1940), Diplomat und Jurist
- Peter Brandt (* 1948), lutherischer Theologe und Evangelischer Militärgeneraldekan der deutschen Bundeswehr
- Rolf Töpperwien (* 1950), Sportjournalist
- Ursula Auerswald (1950–2004), Ärztin für Anästhesie und ärztliche Standespolitikerin
- Ulrich Schreiber (* 1956), Professor für Allgemeine Geologie und Schriftsteller
- Matthias Reich (* 1959), Erdölingenieur und Hochschullehrer mit Professur
- Armin Johnert (* 1960), Musiker und Kommunalpolitiker
- Sabine Töpperwien (* 1960), Sportjournalistin
- Ulla Beushausen (* 1961), Professorin für Logopädie
- Holger Hanselka (* 1961), Präsident der Fraunhofer-Gesellschaft
- Fabian Schulz (* 1967), Songwriter, Multiinstrumentalist und Musikproduzent
- Marco Bode (* 1969), Fußballspieler
- Horst Böhm, Kerntechniker und Wissenschaftsmanager[35]
- Peter Imhof (* 1973), Moderator
- Patrick Vollrath (* 1985), Drehbuchautor und Filmregisseur
- Steffen Brinkmann (* 1994), Filmkomponist
- Marc Philip Ginolas (* 1997), Drehbuchautor und Filmregisseur

### Bekannte Lehrer
- Johann Andreas Buttstedt (1701–1765), Theologe, von 1732 bis 1741 Rektor, später Theologieprofessor in Erfurt (1752) und Erlangen (1761)[36]
- Albert Christian Meineke (1757–1807), Altphilologe, Vater August Meinekes, Direktor von 1780 bis 1806[37]
- Friedrich August Wolf (1759–1824), Altphilologe, von 1782 bis 1783 Rektor[38]

## Auszeichnungen
- 2015: Sieger beim Wettbewerb Hitverdächtig (Schulband Heartz mit „Altes Glück“)[39]
- 2015: 1. Platz im Wettbewerb Fair bringt mehr für mehr miteinander[40]
- 2015: Projekt des Monats (November) für die Kooperation mit Schulen im Senegal[40]
- 2017: 2. Platz im Fundraising kleines Budget, große Wirkung[40]
- 2022: 1. Platz beim Zukunftspreis der „Cornelsen Stiftung Lehren und Lernen“ für ein gemeinsames Filmprojekt mit der Partnerschule im Senegal[41]